# 펄사풍 성운

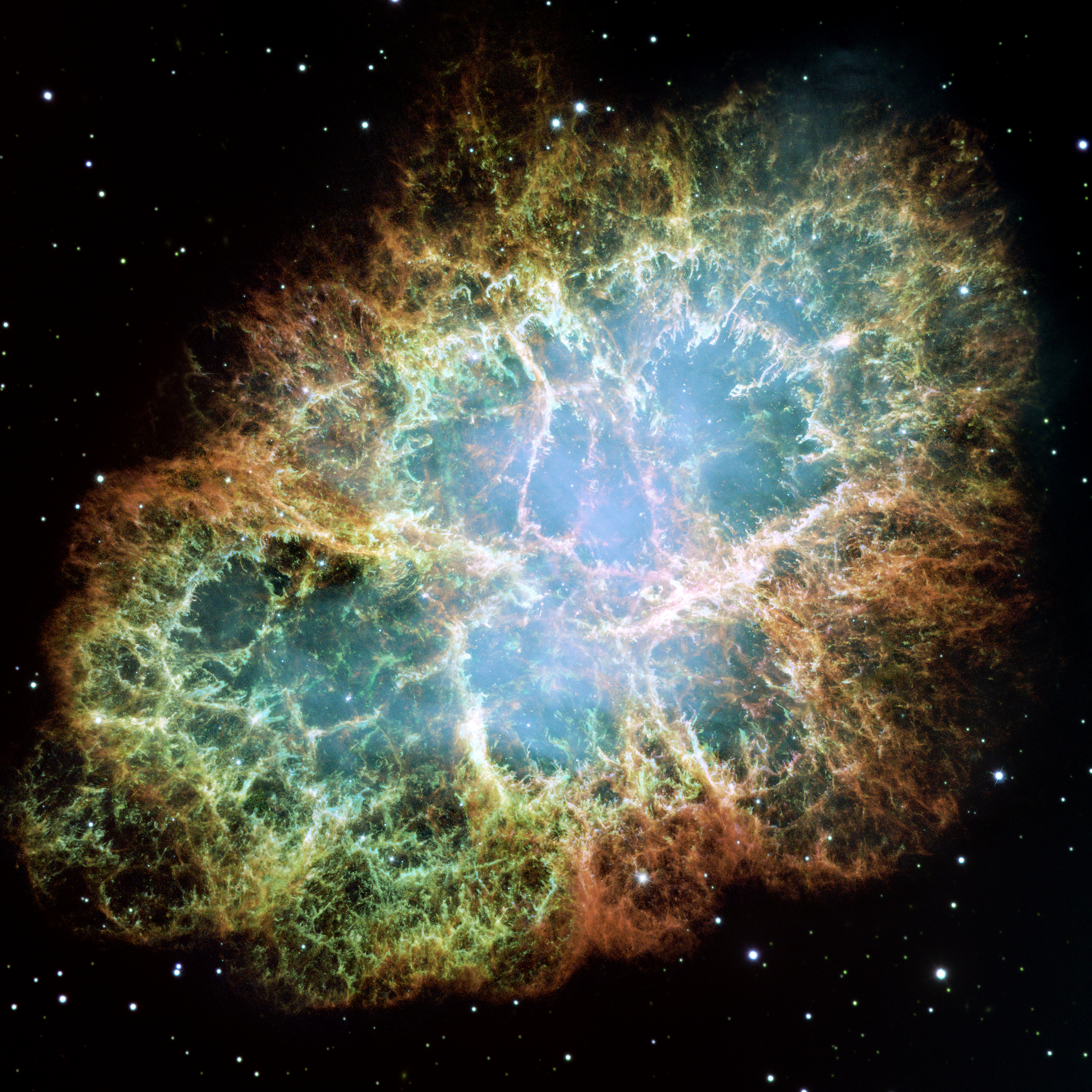
허블 우주 망원경 (HST)에 의해 촬영된 게 성운으로, 펄사풍 성운의 한 예시이다.

펄사풍 성운(영어: Pulsar wind nebula)은 펄사의 펄사풍에 의해 작동하는 성운이다. 1978년 웨일러와 파나기아가 "full"을 의미하는 고대 그리스어 "pleres"를 본따 만든 용어 플레리온(영어: Plerion)이라고 알려져 있기도 하다. 펄사풍 성운은 진화 초기 단계(초신성 폭발 후 수 천년 이내)일 때 초신성 잔해 내부에서 흔히 발견된다. 그러나, 펄사풍 성운은 초신성 잔해가 사라지고 난 뒤의 늙은 펄사 근처에서도 발견될 수 있다. 그 경우로는 밀리세컨드 라디오파 펄사가 있다. 전형적인 원시 펄사풍 성운으로는 게 성운이 있다.
펄사풍은 빠르게 회전하고 있는 펄사의 아주 강력한 자기장에 의해 상대론적 속도로 가속된 대전 입자로 구성되어 있다. 정상 충격파를 형성하는 성간물질 쪽으로의 펄사풍 흐름은 준상대론적 속도로 감속된다. 이후 범위에서는 자화된 흐름으로 인해 싱크로트론 복사가 강해진다.
펄사풍 성운흔 흔히 아래 특징들을 보인다.
- 대부분의 초신성 잔해에서 볼 수 있는 껍질 모양의 구조 없이 중심 방향으로 밝기가 증가한다.
- 라디오파 대역에서 크게 편광된 플럭스와 평탄한 분광지수, α=0–0.3이다. 싱크로트론 복사의 손실에 의해 지수는 X-선 대역에서 가팔라진다. 평균 X-선 광자 지수는 1.3-2.3. (분광지수는 2.3-3.3)이다.
- X-선 대역의 크기는 고에너지 전자의 작은 싱크로트론 수명에 의해 일반적으로 라디오파와 가시광선 대역의 크기보다 작다.[3]
- TeV 감마선의 광자 지수는 ~2.3이다.

펄사풍 성운은 펄사와 그 주변의 상호작용에 대해 밝혀줄 수 있는 중요한 관측 대상이다. 이들의 특징은 기하학적 구조와 활동성, 그리고 펄사풍의 구성 성분과 펄사 자체의 공간 속도, 주변 물질의 특징을 추정하는데 사용될 수 있다.

## 같이 보기
- SNR G292.0+01.8